# علي القاسم
علي القاسم ممثل ومؤدي أصوات سوري.

## حياته
من مواليد القنيطرة. متزوج، ولديه 3 أولاد. في عام 1982 تخرج من المعهد العالي للفنون المسرحية. وفي عام 1989 بدأ التمثيل في المسرح القومي. عضو في نقابة الفنانين منذ عام 1982. في عام 1990 نال عضوية مجلس فرع نقابة الفنانين في المنطقة الجنوبية. ويعمل مدير لمسرح الحمراء.

## أعماله

### أداء صوتي
- مدينة الصفصاف بدور غالي.
- جنود المحطة بدور شجاع.
- أسطورة النسر بدور جون.
- بوكيمون بدور غاستلي.
- في جعبتي حكاية بدور القط.
- كابتن ماجد الجزء 2 بدور بيير.
- المحقق كونان بدور فودكا.
- بنات الميتم بدور والد دولوريوس.
- الحديقة السرية بدور السيد كوربين.
- فوفر بدور فوفر.
- روبن هود بدور الملك رتشارد وهيرفورد وجون والراوي.
- صقور الأرض بدور الراوي.
- ماوكلي فتى الأدغال بدور باغيرا.
- ماجيك كايتو بدور كونوسوكي جي.
- ماي دريس-أب دارلينغ بدور كاورو غوجو.[2]

### مسلسلات
- سماح
- العودة القاتلة
- بهلول
- أيوب الغضب
- جواد الليل
- ليل المسافرين
- الدخيلة (1992)
- نهاية رجل شجاع (1993)
- الجوارح (1994)
- زمان الوصل (2002)
- المؤودة (2004)
- مرايا (2004)
- مذنبون أبرياء (2016)

### أفلام
- تل الفرس (1984).[بحاجة لمصدر]

### مسرحيات
مثل في عده مسرحيات ومن أبرزها مسرحية كاليكولا ورأس الغول وعمر بن عبد العزيز والضفادع ويوليوس قيصر وحكاية فاسكو والزير سالم وكاليجولا والمخططون ونبوخذ نصر وبحر ووراء الأفق.[بحاجة لمصدر]

### الإذاعة
عمل في عده برامج إذاعية من أبرزها الحب والعبقرية وحكم العدالة ومجلة التراث وخزانة العرب وظواهر مدهشة وعالم المسرح وشخصيات روائية.[بحاجة لمصدر]

## روابط خارجية
- علي القاسم على موقع قاعدة بيانات الأفلام العربية